# Planet Half-Life
Planet Half-Life (часто используется аббревиатура PHL) — игровой сайт, принадлежащий IGN и его филиалу GameSpy. Сайт, поддерживаемый командой авторов-добровольцев, посвящён игровой серии Half-Life, а также её модификациям и другой продукции Valve Software. Сейчас это один из крупнейших сайтов GameSpy, который входит в систему сайтов, известную как Planet Network.

## Содержание
Содержимое Planet Half-Life по большей части состоит из новостей на главной странице сайта. Пресс-релизы, патчи, обновления и новости, связанные как и с Half-Life, так и со всем остальным, касающимся Valve Software, публикуются почти ежедневно. Новости также дублируются на форуме сайта, чтобы читатели имели возможность комментировать их.
В дополнение к новостям, сайт также содержит обширную коллекцию информации, касающейся игр серий Half-Life, Portal, Counter-Strike, Team Fortress и Day of Defeat. Эти разделы посвящены соответствующим играм, а также официальным дополнениям для них, там же дается информация о сюжете, важных персонажах, оружии, врагах, есть пошаговые руководства. В случае с мультиплеером даны описания карт и стратегии игры на них. Информация, присутствующая в этих разделах, является коллективной работой авторского состава и главных редакторов (хотя, в отличие от других статей на сайте, индивидуальная принадлежность какому-либо автору не указывается).
На сайте также представлено другой оригинальный и созданный сообществом контент:
- Featured Pic, он же Pic of the Day (картинка дня) или POTD — почти ежедневно меняющаяся комичная картинка, связанная с играми, описанными сайтом.
- Articles — статьи на различную тематику, не вписывающиеся в другие существующие категории.
- Comics — архив старых, связанных с Half-Life флэш-комиксов, созданных Кевином Боуэном.
- Editorials — часто противоположные мнения редакторов сайта.
- Featured Level — выставка лучших из созданных авторами уровней и их модификаций для Half-Life/Half-Life 2.
- Featured Mod — выставка лучших из созданных авторами модификаций для HL/HL2.
- Featured Skin — ныне не функционирующая выставка лучших скинов для моделей Half-Life.
- Fiction — архив сатирических историй Кевина Боуэна «Walter’s World» (написаны с точки зрения учёного Black Mesa) и работ Дейва «zozart» Кларка.
- Hosted Focus — ныне не функционирующая выставка лучших подсайтов, расположенных на хостинге PHL.
- Interviews — раздел, в котором авторы PHL публикуют интервью с создателями модификаций, лучшими игроками и сотрудниками Valve.
- Mailbag — связь с администрацией по электронной почте.
- Old Polls — ныне не работающий раздел, сохранявший результаты старых голосований, включая комментарии результатов.
- PHL Film Festival — встроенные видео с YouTube с результатами специального конкурса, проходившего с декабря 2006 года по апрель 2007 года.
- Previews — предварительные обзоры хорошо выглядящих, многообещающих модификаций.
- Reviews — более объективные и критические (иногда и спорные) отзывы на недавно вышедшие модификации.
- Tech Corner — раздел, в котором пользователям даётся помощь по техническим компьютерным вопросам.

## Другие сервисы

### Форум
Главная особенность Planet Half-Life — открытый публичный форум.
В августе 2007 форум сменил формат для совместимости со стандартом GameSpy’s ForumPlanet (система IGN SnowBoards), многие устаревшие функции были удалены, но появилось много нового, например новый новостной блок, показывающий новости не только с PHL, но и с других сайтов системы. Изменена система регистрации с отдельного аккаунта для каждого сайта системы ForumPlanet на глобальную базу, единую для всех сайтов системы. В это же время прекратилась официальная поддержка Planet Fortress и CS.net, а их форумы были объединены с форумом Planet Half-Life, хотя процесс и занял больше года.

### Игровые серверы
Planet Half-Life с 2006 имел много публичных игровых серверов, работающих в режиме 24/7. Серверы существовали для таких игр, как Counter-Strike 1.6, Counter-Strike: Source, Day of Defeat: Source, Half-Life: Deathmatch, Half-Life 2: Deathmatch и Team Fortress 2. Однако сейчас работают лишь сервера Half-life 2: Deathmatch и Day of Defeat: Source, но даже они используются очень редко. Серверы PHL поддерживаются WOLFServers.com.

### Сообщество в Steam
Planet Half-Life имеет своё сообщество в Steam. Сейчас PHL сообщество имеет только чат и обновления новостей, но в будущем будут добавлены новые возможности, предлагаемые пользователями.

### PHLWiki
В июне 2006, Planet Half-Life начала свой собственный wiki-проект. На данный момент энциклопедия содержит более ста статей на тематику Half-Life. Большинство статей, ещё до публичного появления проекта, были написаны авторами Planet Half-Life. Энциклопедия открыта для публичного просмотра и редактирования, но в навигационной панели сайта эти возможности не отображены, поэтому энциклопедия малопопулярна.
К сожалению, на какое-то время энциклопедия закрыта из-за огромной активности спам-ботов, а энциклопедия требует громоздкой работы по очищению.

### Сайт-хостинг
Planet Half-Life предлагал бесплатный веб-хостинг для сайтов на тематику Half-Life. Сейчас возможность не доступна. Каталог старых сайтов сохранился, но почти все они заброшены своими создателями.

## Нынешние сотрудники
Planet Half-Life поддерживается интернациональной группой добровольцев. Новые претенденты должны пройти подробный процесс подачи заявок и выдержать последующий испытательный период. Хотя большинство сотрудников PHL остаётся в команде на несколько месяцев, некоторые остаются на сайте на годы.
Список сотрудников на июнь 2009 года:

### Руководители
- Алекс «ACPaco» Каприоли — Автор, форумный модератор
- Джон «Chief» Филлипс — Администратор сайта, редактор новостей, автор, форумный модератор

### Остальные сотрудники
- Джоэл «Discrate» Мур — автор, редактор новостей
- Стивен «Aratos» Уайтхед — форумный модератор
- Томас «Editor321» Роджерс — автор
- Ян «eulogy» Нортон — автор
- Денис «Golgotha» Голдсмит — автор
- Стив «nopk» Финч — автор, редактор раздела POTD
- Дэвид Меррит — редактор новостей

## История развития
Planet Half-Life существует с 27 апреля 1999 года. С тех пор он вытерпел множество как и эстетических, так и форматных изменений. Ниже приводится хронология основных изменений.
- 27 апреля 1999. Открытие PHL, охватывающего Half-Life и редактирование ресурсов. Сегодня не имеет с прошлым ничего общего.
- 16 ноября 1999 года. Основные изменения в формате сайта и в его цветовой схеме, а также новые разделы, посвящённые Half-Life: Opposing Force и объявленному Half-Life 2.
- 3 декабря 2000. Новые разделы о Counter-Strike и Team Fortress Classic, убран раздел по Half-Life 2.
- 19 июня 2001 года. Новый раздел, посвящённый Half-Life: Blue Shift.
- 14 сентября 2002 года. Новый раздел, посвящённый Day of Defeat.
- 24 мая 2003 года. Вновь открывается раздел Half-Life 2 на фоне слухов и ранних медиа-анонсов о грядущем выходе Half-Life 2 в сентябре 2003 года.
- 17 июля 2003 года. Основные изменения цветовой схемы и графики в ожидании запуска Half-Life 2.
- 11 июня 2006 года. Запускается PHLWiki.
- 13 сентября 2006 года. Полное изменение формата сайта для совместимости с новой системой сайтов PNAP, новые цветовые схемы и графика, которые все ещё используются сегодня.
- 13 сентября 2007 года. Официально анонсировано Steam-сообщество PHL.

## Охваченные игры
На сентябрь 2007 года, следующие игры охвачены сайтом:
- Half-Life
- Half-Life: Opposing Force
- Half-Life: Blue Shift
- Half-Life 2
- Half-Life 2: Deathmatch
- Half-Life 2: Lost Coast
- Half-Life 2: Episode One
- Half-Life 2: Episode Two
- Counter-Strike
- Counter-Strike: Source
- Day of Defeat
- Day of Defeat: Source
- Portal
- Team Fortress Classic
- Team Fortress 2

Ещё до релиза предполагалось, что Left 4 Dead не будет иметь ничего общего с Half-Life (хотя то же самое касается и Team Fortress, и Counter-Strike), кроме разработчика. По указанию руководителей IGN новый раздел так и не был открыт. Сейчас рассматриваются варианты создания разделов по Garry's Mod и The Ship, которые довольно интенсивно упоминались в новостях сайта, что привело к тому, что некоторые стали в шутливой форме начали называть сайт «Planet Valve», «Planet Steam» и даже «Planet Source».